# Vídeňská dohoda (1515)
Vídeňská dohoda (nazývaná též Vídeňský dvojsňatek, německy Wiener Doppelhochzeit) z roku 1515 byla politická smlouva uzavřená mezi Jagellonci a Habsburky. 

## Obsah

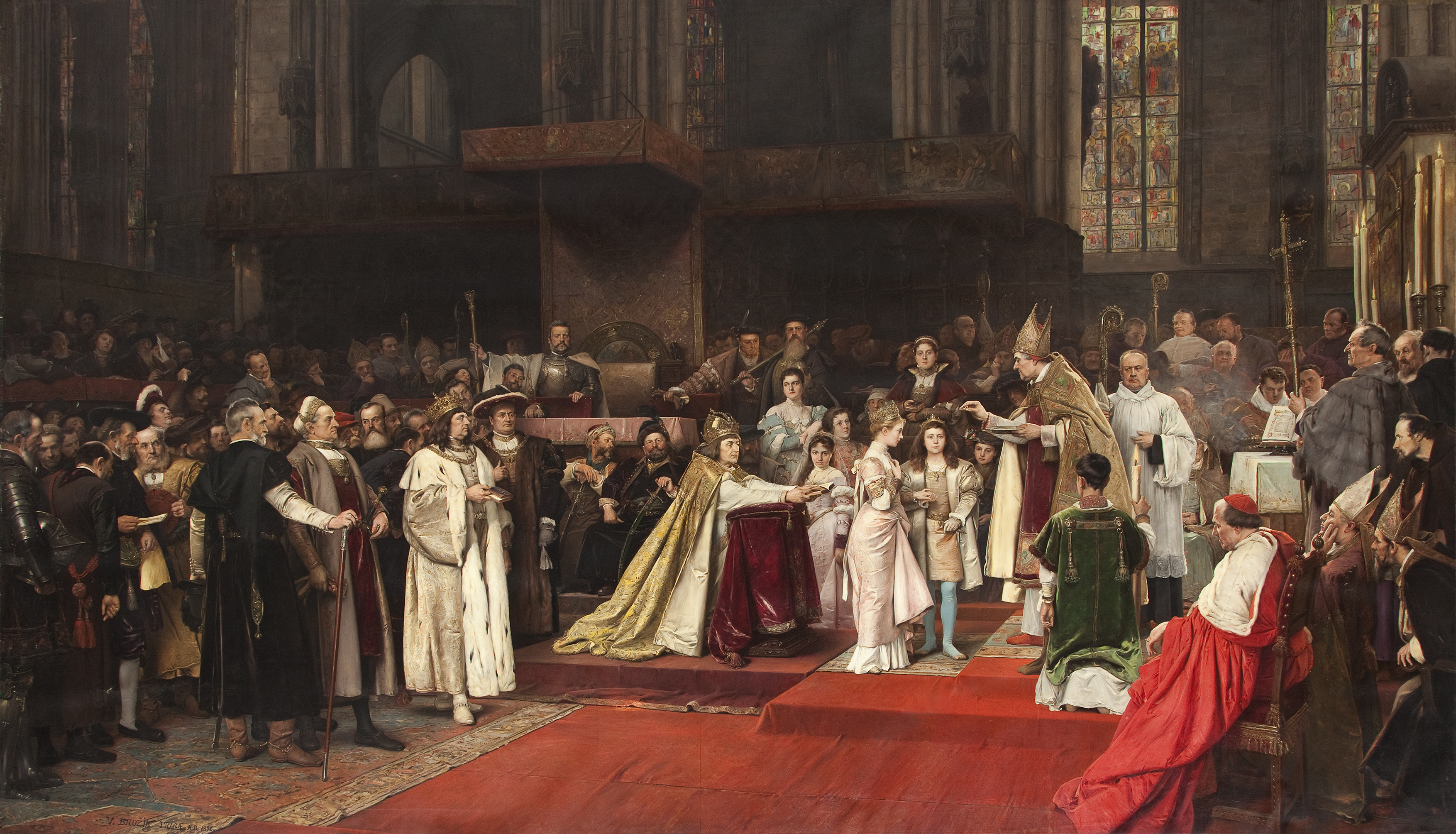
Václav Brožík: Tu felix Austria nube, 1896 – Dvojsvatba císaře Maxmiliána I. (klečící) s Annou Uherskou (se svatebním závojem) a Marie Habsburské s Ludvíkem II. Muzeum Belvedere ve Vídni.

Smlouva byla uzavřena 22. července 1515 ve Vídni během Vídeňského kongresu mezi Jagellonci (Vladislav II. Jagellonský – král český a uherský a Zikmund I. Starý – král polský a velkokníže litevský) na jedné straně a Habsburky (Maxmilián I. císař římský) na straně druhé.
Císař Maxmilián se zavázal, že přestane podporovat Řád německých rytířů a Moskvu proti Polsku. Na oplátku Jagellonci souhlasili s realizací (dříve dohodnutého) dvojitého sňatku Vladislavových dětí. V červenci 1515 byli ve vídeňské katedrále sv. Štěpána oddáni Anny a Ludvík Jagellonští s císařovými vnoučaty – Ferdinandem a Marií.
Toto uspořádání, zdánlivě výhodné pro Polsko, se ukázalo být politickým úspěchem pro Habsburky a zajistilo jim po smrti krále Ludvíka Jagellonského, který padl v roce 1526 v bitvě u Moháče, nástupnictví v Čechách a Uhrách.
Slezsko, které zůstalo ve feudální závislosti na Českém království, bylo nakonec mimo sféru polského vlivu, a to až do roku 1922, kdy po slezských povstáních byla část Horního Slezska znovu připojena k Polsku.